# Piece by Piece (singel Kelly Clarkson)
„Piece by Piece” – singel amerykańskiej piosenkarki Kelly Clarkson z jej siódmego albumu studyjnego Piece by Piece (2015). Utwór został napisany przez Clarkson i Grega Kurstina, a wyprodukowany przez Kurstina. Piosenkę wydano 9 listopada jako trzeci singel z płyty Piece by Piece.
29 lutego 2016 roku została wydana wersja piosenki zaprezentowana w programie American Idol. Za tę wersję utworu Clarkson otrzymała nominację do nagrody Grammy w kategorii najlepszy solowy występ pop.

## Lista utworów
Digital download
- „Piece by Piece” (wersja studyjna) – 4:17

Digital download - Radio Mix
- „Piece by Piece” (Radio Mix)- 3:44

Digital download - Idol Version
- „Piece by Piece” (Idol Version)- 3:31

## Informacje o utworze
„Piece by Piece” to utwór, który Clarkson współtworzyła z Gregiem Kurstinem. To najbardziej osobista piosenka Clarkson. Tekst utworu opowiada o jej stopniowym odbudowywaniu wiary w miłość i dobre relacje rodzinne. Clarkson zestawia swojego ojca, który opuścił rodzinę, gdy miała 6 lat ze swoim mężem, Brandonem Blackstockiem, który bezwarunkowo kocha ją i ich córkę. Piosenkarka wyznała, że inspiracją do napisania tekstu była jej rozmowa z siostrą, podczas której zastanawiały się nad kontrastem między ich ojcem, a ich mężami. Clarkson nazwała utwór sequelem jej wcześniejszego singla – „Because of You”, który w przeciwieństwie do tego utworu ma szczęśliwe zakończenie.

## Wydanie utworu i promocja
24 lutego 2015 roku utwór „Piece by Piece” został udostępniony do pobrania w serwisie iTunes. Clarkson zaprezentowała piosenkę 2 marca 2015 roku podczas programu The Tonight Show Starring Jimmy Fallon. Wówczas zaśpiewała utwór w krótkiej akustycznej aranżacji i opowiedziała o powstaniu piosenki.  W celu promocji albumu piosenkarka śpiewała utwór podczas trasy koncertowej Piece by Piece Tour (2015).
9 listopada 2015 roku utwór został wydany jako trzeci singel z albumu Piece by Piece.
25 lutego 2016 roku Clarkson wystąpiła podczas piętnastej i ostatniej edycji programu American Idol, gdzie zaśpiewała singel „Piece by Piece”. Wykonała utwór przy akompaniamencie fortepianu. Po występie otrzymała owacje na stojąco, a piosenka w ciągu paru godzin stała się najchętniej pobieraną w serwisie iTunes. 29 lutego 2016 roku została wydana wersja utworu „Piece by Piece” zaprezentowana w programie. 3 marca Clarkson wystąpiła w programie The Ellen Degeneres Show, gdzie zaśpiewała singel.

## Teledysk
19 listopada 2015 roku premierę miał oficjalny teledysk do singla. Klip wyreżyserował Alon Isocianu. Teledysk utrzymany jest w czarno-białej kolorystyce i pokazuje matki z córkami, kobiety w ciąży oraz ich emocje. W ostatniej scenie teledysku Clarkson występuje ze swoją córką - River Rose.

## Pozycje na listach
| Notowanie (2015-16)                                | Najwyższa pozycja |
| -------------------------------------------------- | ----------------- |
| Australia (ARIA Charts)                            | 24                |
| Kanada (Canadian Hot 100)                          | 17                |
| Szkocja ( Official Scottish Singles Chart Top 100) | 23                |
| USA (Billboard Adult Contemporary)                 | 11                |
| USA (Billboard Adult Pop Songs)                    | 6                 |
| USA (Billboard Digital Songs)                      | 1                 |
| USA (Billboard Hot 100)                            | 8                 |
| Wielka Brytania (Official Singles Chart Top 100)   | 95                |